# Grupo (cerámica griega)
En el estudio de la pintura griega de vasos, el término grupo se refiere a los vasos que pertenecen a un mismo grupo por el estilo de su dibujo, en oposición a una clase, definida por la forma.